# Маїде
Маїде (ісп. Mahide) — муніципалітет в Іспанії, у складі автономної спільноти Кастилія-і-Леон, у провінції Самора. Населення — 415 осіб (2010).
Муніципалітет розташований на відстані близько 280 км на північний захід від Мадрида, 65 км на північний захід від Самори.
На території муніципалітету розташовані такі населені пункти: (дані про населення за 2010 рік)
- Боя: 70 осіб
- Маїде: 130 осіб
- Побладура-де-Алісте: 112 осіб
- Сан-Педро-де-лас-Ерреріас: 15 осіб
- Лас-Торрес-де-Алісте: 88 осіб

## Демографія
Динаміка населення (INE ):